# Liste der Monuments historiques in Boutencourt
Die Liste der Monuments historiques in Boutencourt führt die Monuments historiques in der französischen Gemeinde Boutencourt auf.

## Liste der Bauwerke
| Bezeichnung    | Beschreibung                       | Standort | Kennzeichnung | Schutzstatus | Datum | Bild           |
| -------------- | ---------------------------------- | -------- | ------------- | ------------ | ----- | -------------- |
| Friedhofskreuz | Zweite Hälfte des 16. Jahrhunderts | (Lage)   | PA00114546    | Classé       | 1913  | weitere Bilder |

## Liste der Objekte

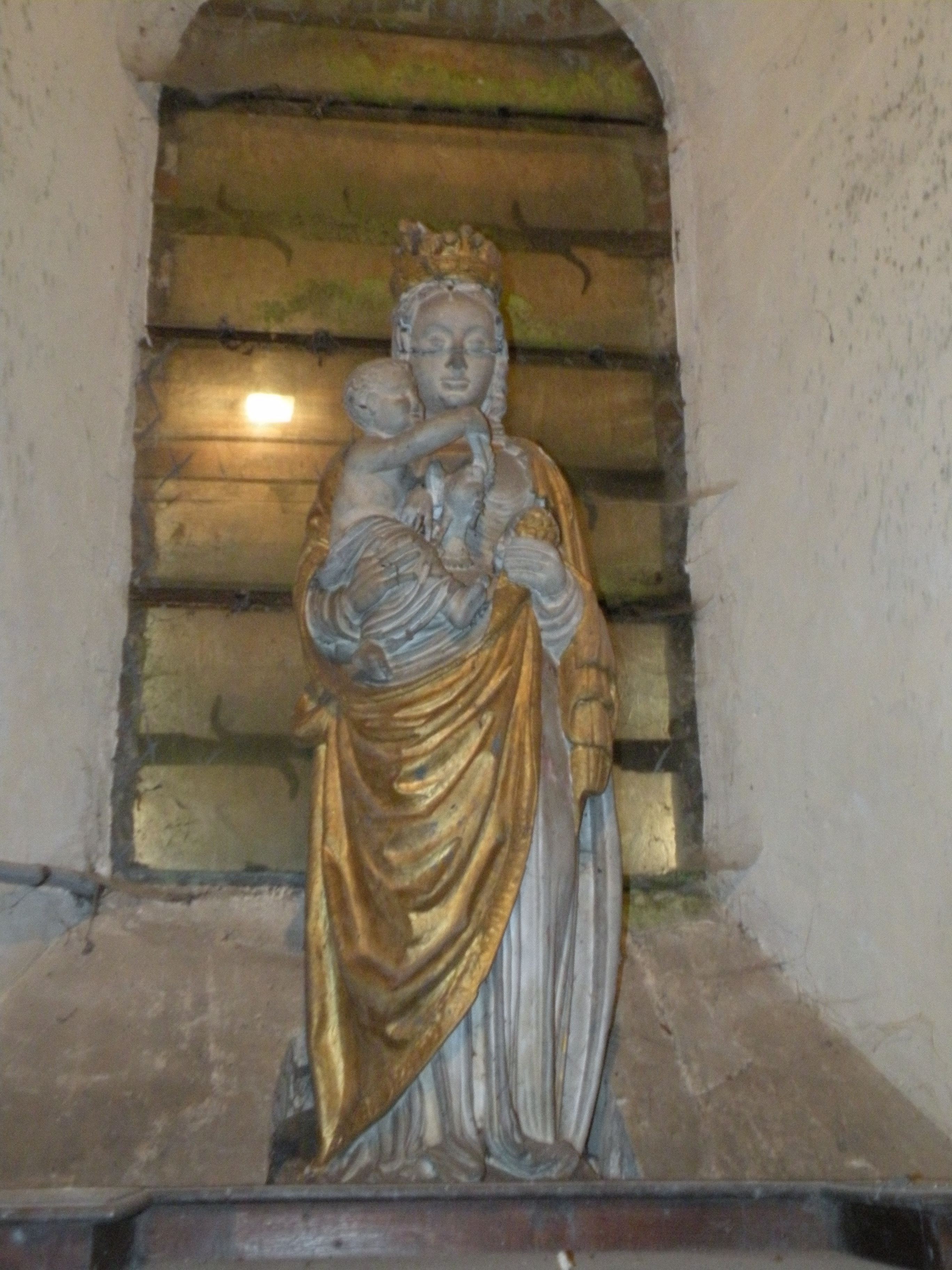
Skulptur Madonna mit Kind in der Kirche St-Quentin (16. Jahrhundert)

- Monuments historiques (Objekte) in Boutencourt in der Base Palissy des französischen Kultusministeriums